# Ефект Мандели
Ефект Мандели (англ. Mandela effect) полягає в збігу спогадів кількох людей, що суперечать реальним фактам. Таким чином, це феномен, пов'язаний з помилковою колективною пам'яттю.

## Причини виникнення
Психологи пояснюють ефект Мандели тим, що іноді людина, згадуючи про якусь подію, модифікує її у своїй свідомості або спочатку сприймає подію помилково. Науковці пояснюють ефект Мандели конфабуляцією — явищем, при якому в людини утворюються спогади про факти, які насправді не відбувалися або ж відбулися в інший проміжок часу. У повсякденні конфабуляція зустрічається досить часто.

## Історія виникнення

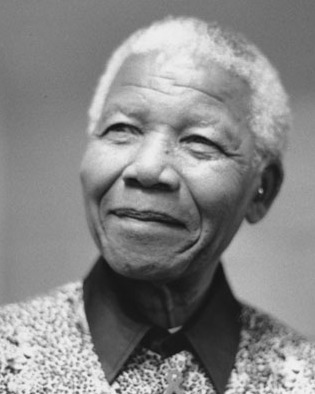
Нельсон Мандела Холілала

2013 року велика кількість людей в інтернеті почали обговорювати смерть політичного і державного діяча Нельсона Мандели. Люди були переконані, що політик помер у в'язниці в 1980-х роках. Крім того, вони навіть могли згадати випуски новин з повідомленнями про смерть Нельсона Мандели. Насправді ж політик був звільнений 1990 року і помер 2013 року. Для пояснення цього помилкового колективного спогаду, а також інших прикладів Фіона Брум ввела термін «ефект Мандели». Сама Фіона Брум стверджує, що ефект Мандели проявляється внаслідок переміщення людини до альтернативної реальності.
Інтерес до ефекту Мандели зріс насамперед завдяки поширенню інформації в інтернеті. На сьогоднішній день існують приклади в політиці, історії, мистецтві, масовій культурі, у яких спостерігається дія ефекту Мандели.
Один із прикладів прояву ефекту Мандели пов'язаний зі смертю очільника секти «Аум Сінрікьо» Секо Асахара. Одна частина його адептів впевнена, що лідер вчинив самогубство в камері, інші ж стверджують, що його розстріляли. Насправді главу секти повісили 6 липня 2018 року в Японії.

## Критика і суперечності
Н. Дегнолл і К. Дрінквотер вважають, що помилкова пам'ять не пов'язана з ефектом Мандели. Вони пояснюють колективні помилкові спогади прагненням людей полегшити тягар інформації, важкої для сприйняття, і неможливістю відрізнити реальні події від уявних.
Прикладом цього слугує експеримент американського когнітивного психолога Елізабети Лофтус і психолога Джима Коана «Загублені в молі». Коан розповів своїй родині чотири історії з дитинства, одна з яких свідчила про те, як брат Коана загубився в торговому центрі, і була повністю вигадана. Брат Коана повірив у вигадану історію і навіть додав кілька деталей.

## Думка фахівців
Клінічний і судовий психолог Джон Пол Гаррісон зауважує дію ефекту Мандели в масовій культурі: «Я підозрюю, що деякі спогади виникають спонтанно, коли ми читаємо новини. І нам може здатися, коли ми сприймаємо певну інформацію, що ми володіли нею завжди. Тим не менш ефект Мандели вторинний щодо недосконалості нашої пам'яті».
Зробили спробу аналізу ефекту математичними методами[джерело?].

## Прояви ефекту

### Вплив на суспільство
Дезінформація, що виникла внаслідок ефекту Мандели, може сприйматися як незаперечний факт, якщо її підтримує і поширює велика кількість людей. Таким чином, помилкові спогади однієї людини впливають на спогади інших людей, і вони будуть пам'ятати факти аналогічним чином. Це може призвести до хибного сприйняття якогось явища у всього суспільства.

### Вплив на політику
Вважається, що ефект Мандели впливав на перебіг політичних подій. Люди спиралися на помилкові спогади, які були закріплені в їхній свідомості, унаслідок чого вони робили вибір, грунтуючись на них. Голосуючи на виборах або референдумах, виборці спираються на власний досвід, тобто помилкові спогади можуть вплинути на їхні рішення. У зв'язку з цим широке поширення отримав феномен фальшивих новин, який сприяє формуванню масового помилкового уявлення про кандидата.
Існує безліч прикладів, коли цитати публічних людей стають крилатими фразами. Так сталося і зі словами президента РФ Бориса Єльцина, сказаними 31 грудня 1999 року. Політик тоді сказав: «Я йду у відставку. Я зробив все, що міг». Але і в цьому випадку спрацював ефект Мандели і в суспільній свідомості закріпилася її пародія з КВК 2002 року: «Я втомився, я йду», яка і стала крилатою.

## Ефект Мандели в культурі
В 2019 році вийшов кінофільм під назвою Ефект Мандели, де головний герой, після смерті його доньки, починає помічати те, що його спогади не збігаються з тим, що відбувається в реальності і в ході дослідження та розмов з професором усвідомлює, що реальність це насправді симуляція. Після чого він приймає рішення домогтись до перезавантаження реальності.